# Человек-кадиллак
«Человек-кадиллак» (англ. Cadillac Man) — кинофильм режиссёра Роджера Доналдсона.

## Сюжет
Джой О’Брайен занимается продажей автомобилей в небольшом городке. Он не остановится ни перед чем, чтобы всучить клиенту машину. Он задолжал местному мафиози, жена требует алименты, а любовница — денег, дочь-подросток убежала из дома. Джой стал продавать меньше автомобилей, чем раньше, и его уволят с работы, если он не продаст двенадцать автомашин в день распродажи. В решающий день в магазин врывается человек с автоматом и угрожает всех убить, если ему не укажут любовника его жены. Вокруг магазина собираются полиция и зеваки, сюда же начинают собираться любовницы Джоя. Ситуация накаляется, но Джою удаётся уговорить террориста Ларри сдаться, хотя именно сам Джой и есть любовник жены террориста - Донны. Ларри отпускает заложников и сдаётся, но при этом преступника ранят полицейские. Джой обещает ухаживать за Ларри, пока он не выздоровеет.
После разрешения кризиса все проблемы Джоя отступают.

## В ролях
- Робин Уильямс — Джой О’Брайен
- Тим Роббинс — Ларри
- Памела Рид — Тина
- Фрэн Дрешер — Джой Мунчак
- Зак Норман — Гарри Мунчак
- Лори Петти — Лайла
- Аннабелла Шиорра — Донна
- Джудит Хоаг — Молли
- Лорен Том — Хелен
- Пол Гилфойл — Джек Тёрджен младший
- Билл Нельсон — Джек Тёрджен старший
- Эдди Джонс — Бенни
- Эльжбета Чижевская — эпизод